# Izatha dasydisca
Izatha dasydisca là một loài bướm đêm thuộc họ Oecophoridae. Nó là loài đặc hữu của New Zealand, ở đó nó is only known from nửa phía bắc của Đảo Bắc.
Sải cánh dài 15–19 mm đối với con đực và khoảng 26 mm đối với con cái. Con trưởng thành bay vào tháng 12, tháng 1 and tháng 2.